# Eragrostis muerensis
Eragrostis muerensis är en gräsart som beskrevs av Pilg.. Eragrostis muerensis ingår i släktet kärleksgrässläktet, och familjen gräs. Inga underarter finns listade i Catalogue of Life.